# 库尔恰托夫研究所

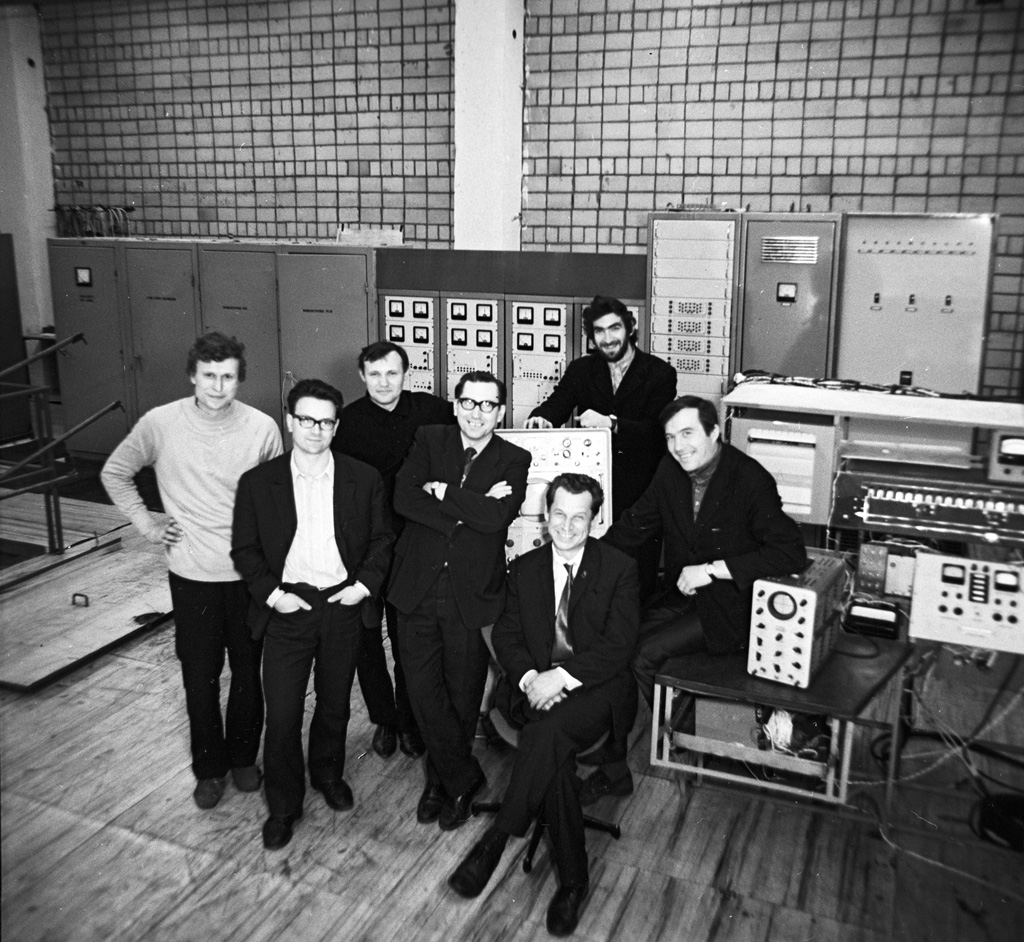
库尔恰托夫原子能研究所，以及 1974 年磁场项目的工作人员

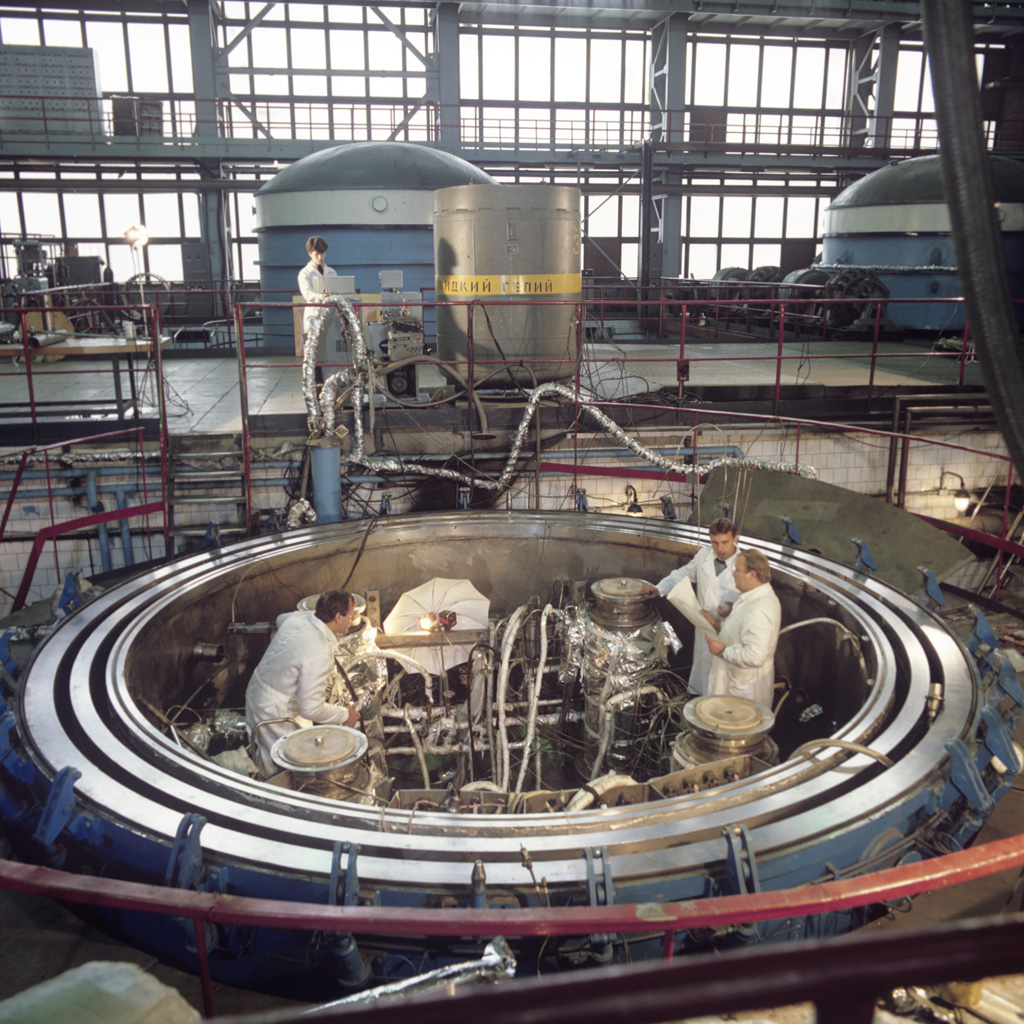
库尔恰托夫研究所1986年，在磁系统试验台工作

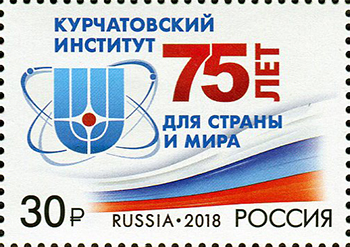
2018年俄罗斯发行的邮票, 纪念研究所成立75周年

库尔恰托夫研究所（俄语：Курчатовский институт）1943年3月10日组建于苏联莫斯科，是蘇聯和俄羅斯的原子能研究機構之一。該中心目前的主要活動領域是核能的安全發展、受控熱核聚變和等離子體過程、中低能核物理、固態物理和超導、介子化學。此外，庫爾恰托夫研究所也在分子物理、物理和無機化學、化學物理、等離子體物理和化學、工業安全、生態學、微電子元件 、電腦科學等領域進行基礎和應用研究該中心直接隸屬於俄羅斯聯邦政府，不隸屬於俄羅斯科學院。      
该研究所在历史上创造过多个苏联第一，曾研发建造了欧洲第一座原子反应堆，造出了苏联的第一颗原子弹，第一颗氢弹，并建造了世界上第一座原子能发电站、最早的供潜艇以及破冰船使用的核动力反应堆。完成了苏联创制核盾牌的任务，与此同时还进行了有关核能与热核能的工作、动力问题、核物理的基础理论领域也取得了许多成就。      
现在，库尔恰多夫研究所积极参加创建国际热核聚变实验反应堆正在法国施工兴建，但是主要设计思想是库尔恰托夫研究所提出。现地址休金诺区库尔恰科夫广场1号。      
由于俄乌战争，此机构被西方制裁。      

## 历史
苏联物理学家、苏联核科学技术的组织者和领导者是伊格尔·瓦西里耶维奇·库尔恰托夫院士。1930年代，他追随导师约费在列宁格勒物理技术研究所从事质子加速器、苏联第一座回旋加速器的研制；1939年发表了链式核反应的论文，1940年发表了铀的自发裂变报告，仅比德国的报告晚了一年多。1941年6月，苏德战争爆发，库尔恰托夫把核研究暂时搁置，着手研究为黑海舰队的舰艇消磁。苏联工农红军总参谋部情报部侦察总局副局长阿列克谢·潘菲洛夫少将于1942年5月7日致信苏联科学院铀委员会负责人、放射化学家维塔利·格里戈里耶维奇·赫洛平院士：“情报显示，国外正在进行铀核裂变能量的军事应用的研究，请您说明，这些情报的可靠性有多大？现在是否有研究铀原子裂变能量应用问题的现实基础？”1942年秋天，苏联情报部门获得准确情报在德国已经展开了核武器研究。权威物理学家彼得·卡皮察和约费认为苏联与纳粹德国在战时论是技术上还是理论上的基本条件都不具备，不可能研制出原子弹。库尔恰托夫却预言，几年内美国就会爆炸原子弹。
根據1943年3月10日蘇聯科學院第122號命令，庫爾恰托夫被任命為實驗室主任、人民委員會副主席佩爾武欣負責與該實驗室相關的所有技術和組織工作，从事苏联绝密的核武器研制，并担任苏联原子能利用工作委员会学术领导人。库尔恰托夫对大量关于铀石墨反应堆与钚弹设计的技术情报资料做出鉴定结论，开列出“希望从国外得到的情报资料”清单，并请求按照这份清单“给情报部门下达任务指示”。贝利亚领导的苏联内务人民委员部在美国、英国、纳粹德国的原子弹间谍获取了大量详尽完整的研发原子弹的绝密资料，包括图纸、重要数据、铀弹和钚弹及其引爆装置的设计图纸、美国铀235及钚的产业链设计等。内务人民委员部“C”处处长帕维尔·苏杜普拉图夫上校负责协调格鲁乌和内务部侦察部门在获取美、英、德核情报方面的侦察活动。但二战期间苏联人力财力物力严重不足，库尔恰托夫领导下的核技术人员仅仅50人。
1945年7月，美国第一颗原子弹在本土试爆。7月24日杜鲁门在波茨坦会议上以此对斯大林实施核恫吓，逼迫斯大林在战后欧洲与伊朗的利益划分上做出巨大让步。斯大林要求贝利亚领导全苏力量尽最大可能尽快研制出原子弹。1945年8月20日斯大林签署了国防委员会第9887号决议，成立国防委员会“特别委员会”全面领导原子能利用方面的一切工作；之后成立了执行机构：苏联人民委员会第一总局，局长万尼科夫在苏德战争期间是苏联弹药人民委员部部长。 
1945年7月莫斯科州诺金斯克“电炉钢”工厂改装成把铀氧化物提炼加工成纯金属铀的工厂。1945年底，在莫斯科郊外开始建造苏联第一座铀反应堆F-1反应堆。第一批浇铸的金属铀于1946年1月开始用于装配铀石墨试验反应堆。在保密行政区阿尔扎马斯-16号研究中心K6—11设计原子弹。1947年，从塔吉克苏维埃社会主义共和国列宁纳巴德化学原料开采加工公司生产出第一批苏联本国产的氧化铀。1948年夏，车里雅宾斯克以北100公里的克什特姆市“灯塔”工厂内，苏联第一座钚生产堆A-1启动，库尔恰托夫负责核装料，此地后来成为保密行政区车里雅宾斯克-40。苏联所收集到的铀，特别是原先被淘汰剔除的有缺陷含有杂质的铀块，被充填进这座反应堆用于生产钚。1949年8月29日7点，苏联第一颗原子弹在哈萨克塞米巴拉金斯克试验场爆炸成功。物理学家库尔恰托夫、弗廖罗夫、哈里顿、晓尔金和多列扎利为此荣获社会主义劳动英雄称号。
1953年8月，世界上第一颗氢弹在苏联引爆成功，当量40万吨。其方案是采用固体的氘化6锂作核燃料。在此之前，美国1951年与1952年试爆的两颗氢弹原理试演使用的都是使用极低温的液态氘作为核燃料，整个核弹重达60多吨，装有笨重的制冷系统。苏联的这种氢弹称为“干式”氢弹，所以苏联是第一个成功把氢弹实用化的国家。1954年，美国的第一颗实用型氢弹在比基尼岛试验成功。
氢弹突破之后，库尔恰托夫及其研究所转为核动力、热核聚变以及等离子物理等方面的试验研究任务。1954年，世界上第一座核电站在奥布宁斯克“442工程”并网发电，设计发电能力6MW，净输出5MW，热能输出30MW；属于石墨慢化水冷堆，称之为高功率通道型反应堆（RBMK），属于沸水堆。该电站一共运行了48年，于2002年4月29日停止运行。接下来还从事核潜艇动力堆、原子能火箭发动机、原子能破冰船、第一台托卡马克系统研究。
1955年，苏联科学院第2实验室改称苏联科学院原子能研究所并对外公开。库尔恰托夫的名字与身份也得以公开。
库尔恰托夫逝世后，苏联科学院原子能研究所从1960年就改称伊戈尔·库尔恰托夫原子能研究所。
研制了T-3托卡马克装置及其放大版T-4托卡马克装置。 T-4于1968年在新西伯利亚首次热核聚变态准稳定。
1991年11月，改组为俄罗斯科学中心“库尔恰托夫研究所”，直属于俄罗斯联邦政府。
1999年7月6日,俄罗斯库尔恰托夫研究所成功地进行了大规模堆芯熔化实验Rasplav项目，以研究高温时大量堆芯熔化物的行为。从反应堆容器中逸出这种熔化物可能被认为是最严重的核事故。

## 现状
研究所现有6,000人,受苏联原子能委员会和苏联科学院共同领导。研制了大量反应堆堆型：  
- Fuji熔盐堆（英语：Fuji Molten Salt Reactor）
- GT-MHR（英语：Gas turbine modular helium reactor）
- RBMK
- EGP-6（英语：EGP-6）
- ELENA（英语：ELENA reactor）
- T-15反应堆（英语：T-15 (reactor)）
- F-1反应堆（英语：F-1 (nuclear reactor)）
- 罗马什卡反应堆

## 文化遗产[5]
- 库尔恰托夫院士纪念馆
- 库尔恰托夫研究所历史展览
- 苏联第一个核反应堆 F-1的历史
- 以亚历山德罗夫院士命名的科学家之家